# (144) Vibilia
(144) Vibilia és un asteroide que forma part del cinturó d'asteroides descobert el 3 de juny de 1875 per Christian Heinrich Friedrich Peters des de l'observatori Litchfield de Clinton, als Estats Units d'Amèrica, quan va tornar de l'expedició per observar el trànsit de Venus de 1874.
Anomenat així per Vibilia, una deessa de la mitologia romana.
Situat a una distància mitjana del Sol de 2,655 ua, i pot allunyar-se'n fins a 3,278 ua. Té una inclinació orbital de 4,807° i una excentricitat de 0,2349. Fa òrbita al voltant del Sol al cap de 1.580 dies.